# Yoann Maestri
Yoann Maestri (Hyères, 14 gennaio 1988) è un rugbista a 15 francese che gioca nel ruolo di seconda linea con il Stade français.

## Biografia
Maestri iniziò a giocare a livello giovanile con il RC Carqueiranne-Hyères, squadra della sua città natale, prima di entrare a far parte dell'accademia del Tolone. Con questa stessa squadra firmò nel 2007 un contratto da professionista iniziando a giocare nel campionato Pro D2. Con il Tolone Maestri vinse nel 2008 il Pro D2 ottenendo la promozione nel Top 14. Dopo un anno in massima divisione, nel 2009 si trasferì al Tolosa vincendo nella stessa stagione l'Heineken Cup. Durante la stagione 2010-11 Maestri vinse il suo primo campionato francese.
A coronazione delle sue prestazioni con la squadra campione di Francia, il CT Philippe Saint-André convocò Yoann Maestri per disputare il Sei Nazioni 2012, facendolo debuttare con la Francia il 4 febbraio nella prima partita del torneo disputata contro l'Italia subentrando dalla panchina; Maestri giocò poi da titolare nelle restanti quattro partite.

## Palmarès
- Campionato francese di rugby a 15 Pro D2: 1
Tolone: 2007-08
- Heineken Cup: 1
Tolosa: 2009-10
- Campionati francesi: 2
Tolosa: 2010-11, 2011-12